# دودو دياو
دودو دياو (بالفرنسية: Doudou Diaw)‏ هو لاعب كرة قدم سنغالي في مركز الدفاع، ولد في 30 أكتوبر 1975 في بيكين ‏ في السنغال. لعب مع نادي أفيلينو ونادي أنكونا ونادي باري ونادي بيرغوليتزي 1932 ونادي بيروجيا ونادي تشيزينا ونادي تورينو.

## وصلات خارجية
- دودو دياو على موقع قاعدة بيانات كرة القدم.إي يو (الإنجليزية)
- دودو دياو على موقع عالم كرة القدم.نت (الإنجليزية)